# Vili
En la mitologia escandinava Vili és el germà d'Odin i de Ve, amb els qui va matar Ymir i va usar el cadàver per crear el món.